# 五鬼用事
五鬼用事指宋真宗於大中祥符年间，朝中大臣王钦若、丁谓、陈彭年、劉承珪和林特五人相互勾结，行为诡秘，时人称为五鬼，其中王钦若和丁谓最为著名。但是关于五鬼的来历，后人对《宋史》的记载都有所怀疑。

## 經過
澶渊之盟后，王钦若劝宋真宗封禅。宋真宗东封泰山，开支庞大。后五鬼又劝说宋真宗西祀汾阴，国库日竭。时值大旱，百姓处于水深火热之中。五鬼窮奢極欲，官员不附五鬼者，均被罢黜。五鬼用事致使宋朝国力日渐衰微 。